# Thnks fr th Mmrs
Thnks fr th Mmrs (Díky za vzpomínky) je singl skupiny Fall Out Boy z jejich alba Infinity on High, který vyšel v roce 2007.

## Informace o písni
O vydání Thnks fr th Mmrs poprvé promluvil baskytarista Peter Wentz v rozhovoru pro časopis Kerrang!, kde také poodhalil příběh textu, který pojednává o vztahu dvou lidí, který skončil, ale nadále se setkávají a spí spolu.
Thnks fr th Mmrs je zkratka anglických slov Thanks for the Memories.
Věta He tastes like you, only sweeter (On chutná jako ty, ale sladčeji) je věta z filmu Closer, kde zazněla v rozhovoru o Orálním sexu V písni můžeme slyšet také mandolínu a orchestr.

## Videoklip
Klip se natáčel 27. února 2007 a premiéru měl 23. března hodinu před půlnocí na oficiálních internetových stránkách skupiny.
Klip je často kritizován za přílišnou propagaci určitých výrobků.
Klip režíroval opět Alan Ferguson, který opět ponechal vtipný děj, který je pro Fall Out Boy typický.
Na začátku je rozhovor mezi Stumpem a Wentzem, kdy se Stump ptá Wentze jestli si je svým záměrem jistý, ten ho přesvědčí o správnosti svého rozhodnutí, a proto se Stump postaví k mikrofonu a hudba začne hrát. Ovšem po prvních tónech slyšíme opičí skřekot a v titulku se objevuje napsáno Stříh!

## Zajímavosti
- Ve scéně, kdy Wentz dostává na obličej make-up a zároveň telefonuje, mluví s Williamem Beckettem z The Academy Is... .
- Na závěr videoklipu Wentz rozbíjí obrovské B a z písmen FOB nechává jen FO neboli Fuck Off, která mají znamenat rozčílení z opic.

## Umístění ve světě
Singl vyšel 9. dubna 2007 ve Velké Británii, vydání v USA bylo naplánováno na konec dubna, přesto už se v žebříčku objevuje díky rádiovým stanicím, které singl začaly hrát dříve.
| Hitparáda (2007) | Umístění |
| ---------------- | -------- |
| Island           | 1        |
| Filipíny         | 2        |
| Venezuela        | 3        |
| Austrálie        | 5        |
| USA              | 11       |
| Velká Británie   | 12       |
| Nový Zéland      | 13       |
| Brazílie         | 16       |
| Irsko            | 17       |
| Světová          | 18       |
| Lotyšsko         | 19       |
| Kanada           | 19       |
| Česko            | 67       |

## Úryvek textu
One night and one more time
Thanks for the memories
Even though they weren't so great
He tastes like you
Only sweeter
One night, yeah, and one more time
Thanks for the memories
Thanks for the memories
He, he tastes like you
Only sweeter